# Konstantyn Angelos Dukas
Konstantyn Angelos Dukas (gr. Κωνσταντίνος Άγγελος Δούκας, łac. Konstantinos Angelos Doukas, ur. ok. 1173) – bizantyński arystokrata, uzurpator, którzy próbował obalić cesarza Izaaka II Angelosa w 1193.

## Życiorys
Był synem Izaaka Angelosa, gubernatora wojskowego Cylicji, wnukiem Konstantyn Angelos. Jego wujem był Izaak II Angelos. Był jednym z wodzów, który tłumił powstanie w Bułgarii. W 1191 podjął nieudaną próbę zdobycia władzy ogłaszając się cesarzem. Ruszył w kierunku Adrianopola, ale został uwięziony przez swoich towarzyszy być może przekupionych i przekazany Izaakowi II. Z rozkazu cesarza został oślepiony. 